# Крістіано Бірагі
Крістіано Бірагі (італ. Cristiano Biraghi; нар. 1 вересня 1992, Чернуско-суль-Навільйо) — італійський футболіст, захисник клубу «Фіорентина» і національної збірної Італії. На умовах оренди виступає за «Торіно».

## Клубна кар'єра
Народився 1 вересня 1992 року в місті Чернуско-суль-Навільйо. Вихованець юнацьких команд футбольних клубів «Аталанта», «Про Сесто» та «Інтернаціонале».
У дорослому футболі дебютував 2010 року виступами за основну команду «Інтернаціонале», в якій того сезону двічі виходив на поле в іграх Ліги чемпіонів.
Проте шансів відразу закріпитися в основі «Інтера» молодий захисник не мав і для набуття ігрового досвіду віддавався в оренду — спочатку провів по сезону в друголігових «Юве Стабія» і «Читтаделлі», а протягом 2013–2015 років здобував досвід виступів в Серії A у складі «Катанії» і «К'єво».
В сезоні 2015/16 здобув досвід ігор в іспанській Прімері, де також як орендований гравець грав за «Гранаду».
2016 року перейшов на умовах повноцінного контракту до новачка італійського елітного дивізіону, «Пескари». Відіграв за цю команду сезон 2016/17, проте не зумів допомогти їй зберегти місце у Серії A.
Однак сам гравець продовжив виступі в еліті італійського футболу, перейшовши до «Фіорентини», перший сезон провів на орендних правах, а влітку 2018 року флорентійський клуб викупив його контракт.
29 серпня 2019 року на умовах оренди перейшов до «Інтернаціонале». Провівши досить пристойний сезон за міланську команду, в якому взяв участь у 26 іграх команди у чемпіонаті і допоміг їй здобути «срібло» національної першості, влітку 2020 року повернувся до «Фіорентини».

## Виступи за збірні
2010 року дебютував у складі юнацької збірної Італії, взяв участь у 7 іграх на юнацькому рівні.
Протягом 2010–2015 років залучався до складу молодіжної збірної Італії. На молодіжному рівні зіграв у 22 офіційних матчах, забив 1 гол. У складі цієї команди був учасником молодіжного Євро-2013, на якому італійська молодь стала віце-чемпіонами Європи, а також молодіжного Євро-2015, де італійці не змогли подолати груповий етап змагання.
7 вересня 2018 року дебютував в офіційних матчах у складі національної збірної Італії, повністю відігравши домашню гру групового етапу Ліги націй УЄФА проти збірної Польщі (1:1). А вже у виїздній грі проти того ж суперника 14 жовтня 2018 року, своєму третьому матчі за збірну, захисник відкрив лік забитим голам за національну команду. Його гол, забитий у доданий арбітром час, став єдиним у грі і приніс його команді мінімальну перемогу, яка по суті дозволила італійцям забезпечити друге місце у групі і зберегти прописку в елітній Лізі A змагання.
| Дата       | Місто             | Господарі          | Результат | Гості                | Турнір                               | Голи | Примітки |
| ---------- | ----------------- | ------------------ | --------- | -------------------- | ------------------------------------ | ---- | -------- |
| 7-9-2018   | Болонья           | Італія             | 1 – 1     | Польща               | Ліга націй УЄФА 2018-2019 - 1-й етап | -    |          |
| 10-10-2018 | Генуя             | Італія             | 1 – 1     | Україна              | товариський матч                     | -    | 88'      |
| 14-10-2018 | Хожув             | Польща             | 0 – 1     | Італія               | Ліга націй УЄФА 2018-2019 - 1-й етап | 1    |          |
| 17-11-2018 | Мілан             | Італія             | 0 – 0     | Португалія           | Ліга націй УЄФА 2018-2019 - 1-й етап | -    |          |
| 23-3-2019  | Удіне             | Італія             | 2 – 0     | Фінляндія            | Відбір до ЧЄ 2020                    | -    | 90+1'    |
| 15-10-2019 | Вадуц             | Ліхтенштейн        | 0 – 5     | Італія               | Відбір до ЧЄ 2020                    | -    | 88'      |
| 18-11-2019 | Палермо           | Італія             | 9 – 1     | Вірменія             | Відбір до ЧЄ 2020                    | -    |          |
| 4-9-2020   | Флоренція         | Італія             | 1 – 1     | Боснія і Герцеговина | Ліга націй УЄФА 2020-2021 - 1-й етап | -    |          |
| 7-10-2020  | Флоренція         | Італія             | 6 – 0     | Молдова              | товариський матч                     | -    | 66'      |
| 28-5-2021  | Кальярі           | Італія             | 7 – 0     | Сан-Марино           | товариський матч                     | -    | 73'      |
| 8-9-2021   | Реджо-нель-Емілія | Італія             | 5 – 0     | Литва                | Відбір до ЧС 2022                    | -    | 46'      |
| 29-3-2022  | Конья             | Туреччина          | 2 – 3     | Італія               | товариський матч                     | -    |          |
| 4-6-2022   | Болонья           | Італія             | 1 – 1     | Німеччина            | Ліга націй УЄФА 2022-2023 - 1-й етап | -    | 80'      |
| 9-9-2023   | Скоп'є            | Північна Македонія | 1 – 1     | Італія               | Відбір до ЧЄ 2024                    | -    | 82'      |
| 12-9-2023  | Мілан             | Італія             | 2 – 1     | Україна              | Відбір до ЧЄ 2024                    | -    | 58'      |
| 14-10-2023 | Барі              | Італія             | 4 – 0     | Мальта               | Відбір до ЧЄ 2024                    | -    | 87'      |
| Усього     |                   | Матчів             | 16        |                      | Голів                                | 1    |          |

## Титули і досягнення
- Володар Суперкубка Італії з футболу (1):

«Інтернаціонале»: 2010